# أحمد سعد الدرسي
احمد سعد الدرسي لاعب كرة قدم دولي ليبي، مواليد 14 يناير 1997م بمدينة بنغازي، ينشط حاليا في الدوري الليبي الممتاز ضمن صفوف نادي الهلال الليبي.

## الميلاد والنشأة
أحمد سعد علي - بالإنجليزية (AHMED SAED ALI) - هو لاعب كرة قدم دولي ليبي من مواليد مدينة بنغازي 14 يناير العام 1997م.
يلعب في مركز الوسط وينشط حاليا ضمن صفوف نادي الهلال الليبي ويحمل الرقم 8 في صفوف النادي، بينما يرتدي الرقم 13 ضمن الفريق الأول للمنتخب الوطني الليبي.

## المسيرة الكروية
بدأ مسيرته الكروية بالفئات السنية لنادي النصر بنغازي ثم انتقل بعدها لنادي الأخضر الليبي ثم نادي الصداقة الرياضي الليبي ثم نادي الهلال الليبي وحتى الآن، كما شارك ضمن تجمع المنتخب الوطني تحت 20 عام، وتوج ببطولة الدوري الليبي الممتاز ضن صفوف نادي النصر بنغازي في العام 2017 – 2018م.

## البطولات والكؤوس
بطولة الدوري الليبي 2017 – 2018